# Шейру, Бенуа
Бенуа́ Шейру́ (фр. Benoît Cheyrou; 3 мая 1981, Сюрен) — французский футболист, выступавший на позиции полузащитника.

## Карьера
Бенуа Шейру стал лучшим игроком сезона 2008/09 по версии болельщиков. Это награда за стабильность в течение сезона. По результатам Шейру опередил нападающего Мамаду Ньянга, набравшего на 4 тысячи голосов меньше. Третью позицию в конкурсе занял алжирец Карим Зиани, за которого было отдано 15 484 голоса из 145 тысяч болельщиков, принявших участие в голосовании на официальном сайте ОМ.
В конце января 2015 года Шейру присоединился к канадскому клубу MLS «Торонто». Его гол в ворота «Монреаль Импакт» в экстра-тайме второго матча финала Восточной конференции, состоявшегося 30 ноября, помог «Торонто» пробиться в финал Кубка MLS 2016, в котором 10 декабря они однако уступили в серии послематчевых пенальти «Сиэтл Саундерс». В матче за Кубок MLS 2017 9 декабря, в котором «Торонто» взяли у «Сиэтла» реванш за прошлогоднее поражение — забив два безответных гола, стали чемпионами MLS, Шейру вышел на замену в компенсированное ко второму тайму время. 21 декабря 2017 года Шейру объявил о завершении карьеры игрока и переходе на тренерскую работу в академии ФК «Торонто».

## Достижения
- Обладатель Кубка Франции (1): 2004/05
- Чемпион Франции (1): 2009/10
- Обладатель Кубка французской лиги (2): 2010/11, 2011/12
- Обладатель Суперкубка Франции (1): 2011
- Победитель Первенства Канады (2): 2016, 2017
- Победитель регулярного чемпионата MLS (1): 2017
- Чемпион MLS (1): 2017

## Личная жизнь
Бенуа — младший брат другого футболиста Брюно Шейру.